# Dysmicoccus sylvarum
Dysmicoccus sylvarum är en insektsart som beskrevs av Williams och Granara de Willink 1992. Dysmicoccus sylvarum ingår i släktet Dysmicoccus och familjen ullsköldlöss.
Artens utbredningsområde är Costa Rica. Inga underarter finns listade i Catalogue of Life.